# Секст Сулпиций Тертул
Секст Сулпиций Тертул (на латински: Sextus Sulpicius Tertullus) e политик и сенатор на Римската империя през 2 век. Произлиза от род Сулпиции.
През 158 г. Тертул е консул заедно с Квинт Тиней Сакердот. През 173/174 г. той е проконсул на провинция Азия.